# The Angel of the Odd (Oper)
The Angel of the Odd (Der Engel des Seltsamen) ist eine Kammeroper in einem Akt von Bruno Coli. Sie ist eine wörtliche Vertonung der gleichnamigen Kurzgeschichte von Edgar Allan Poe in der englischen Originalsprache und wurde erstmals am 7. Juni 2014 im Teatr Wielki in Posen aufgeführt.

## Handlung
Da es sich um eine wortgetreue Vertonung handelt, ist die Handlung identisch mit der der Kurzgeschichte Poes. Die Geschichte wird hauptsächlich in der ersten Person von einem Erzähler melodramatisch vorgetragen, wobei einzelne Stellen von den anderen Rollen gesungen werden.
An einem kühlen Novemberabend liest der namenlose Erzähler in der Zeitung von einem seltsamen Todesfall. Er regt er sich maßlos über die jüngste Häufung solcher offensichtlich frei erfundenen Berichte auf. Plötzlich erscheint neben ihm ein eigenartiges Wesen, dass aus einem Fass und Flaschen mit der Aufschrift „Kirschenwasser“ zusammengesetzt ist. Es spricht ihn mit einem merkwürdigen deutschen Akzent an und bezeichnet sich selbst als den „Engel des Seltsamen“ („te Angel ov te Odd“). Der Mann versucht es zu verscheuchen und wirft ein Salzglas nach ihm – zerbricht aber dadurch nur das Glas seiner Wanduhr. Das Wesen gibt ihm von dem Kirschenwasser zu trinken und erklärt, selbst für all diese unerklärlichen Unfälle verantwortlich zu sein. Der Mann nascht einige Rosinen, schnippst die Stängel nach seinem Besucher und vertreibt den Engel schließlich. Dann legt er sich zu seinem üblichen kurzen Mittagsschläfchen hin, wacht jedoch erst nach zwei Stunden wieder auf, da einer der Rosinenstengel seine Uhr beschädigt hat. Dadurch verpasst er einen wichtigen Termin, bei dem er seine abgelaufene Wohnungsversicherung verlängern wollte.
Am Abend geht er schlafen, lässt dabei aber versehentlich seine Kerze brennen. Eine Ratte setzt damit das Haus in Brand. Es gelingt dem Mann nur mit Mühe, sich mit versengten Haaren über eine von den Umstehenden bereitgestellte Fluchtleiter zu retten – doch diese wird von einem Schwein umgestoßen, sodass er fällt und sich den Arm bricht.
Aufgrund seiner nun prekären finanziellen Verhältnisse bemüht sich der Mann um die Ehe mit einer reichen Frau. Die Auserwählte verschmäht ihn jedoch, als sie nach einem weiteren Unfall feststellt, dass er wegen des Brandes eine Perücke trägt. Eine andere Frau ist beleidigt, als er sie bei einer Begegnung nicht grüßt – ihm war gerade in diesem Moment etwas ins Auge geraten, sodass er sie nicht sehen konnte.
Der Mann beschließt nun, dass es Zeit sei zu sterben. Er geht zum nächsten Fluss und entkleidet sich, um sich hineinzustürzen. In diesem Moment stiehlt ihm eine Krähe „den wichtigsten Teil seiner Kleidung“. Er rennt hinterher und fällt von einer Klippe. Zufällig fliegt gerade ein Heißluftballon vorüber, und er kann ein davon herabhängendes Seil ergreifen. Im Korb des Ballons befindet sich der Engel, der ihn schwören lässt, dass er nun an das Sonderbare glaube. Der Mann versichert das durch Nicken, kann aber die verlangte Armgeste nicht durchführen, da er sich mit seinem unverletzten Arm am Seil festhalten muss. Daraufhin zerschneidet der Engel das Seil. Der Erzähler fällt durch den Schornstein seines wiederaufgebauten Hauses in sein Esszimmer, wo er die Gegenstände seiner ersten Begegnung mit dem Engel wiederfindet. So rächte sich der Engel des Seltsamen.

## Werkgeschichte
Die Uraufführung erfolgte am 7. Juni 2014 im Teatr Wielki in Posen. Die Ausführenden waren Studenten der Musikhochschulen von Posen, Lodz und Breslau: Marcin Kluczykowski war der Erzähler (in polnischer Sprache). Es sangen Urszula Cichocka (Engel), Hubert Walawski (der Mann), Julian Kuczyński (Journalist). Das Instrumentalensemble bestand aus acht Mitgliedern des Teatr Wielki. Die musikalische Leitung hatte Grzegorz Wierus. Regie führte Krzysztof Cicheński. Bühne und Kostüme wurden von Studenten der Posener Kunstuniversität, Magda Fliisowska und Laura Skowron, gestaltet.
Eine weitere Produktion gab es im Februar 2016 zusammen mit Colis anderem Poe-Einakter The Tell-Tale Heart am Teatro Verdi in Pisa. Hier wurde der Text des Erzählers in italienischer Sprache gegeben. Die Interpreten waren Adriana Bignani-Lesca (Engel), Marcello Di Giacomo (Erzähler), William Hernandez Ramirez (Journalist) und Gian Luca Pasolini (der Mann). Lorenzo Maria Mucci zeichnete für die Inszenierung und das Bühnenbild verantwortlich. Die Kostüme stammten von Massimo Poli. Es spielte ein Ensemble des Orchestra Arché unter der Leitung des Komponisten. Diese Produktion wurde im Juni 2016 auch im Rahmen des ungarischen Armel Opera Festival im Thalia Theater Budapest gespielt. Adriana Bignani-Lesca gewann in der Rolle des Engels den angeschlossenen Wettbewerb als „beste Sängerin“. Die Aufführung wurde als Video-Stream auf Arte Concert gezeigt.